# Dan Renton Skinner
Dan Renton Skinner est un acteur et scénariste britannique né le 25 janvier 1973 à Hammersmith en Angleterre.

## Filmographie

### Acteur

#### Cinéma
- 2002 : Ant Muzak : Sputnik Neil X
- 2008 : Cass : le comique nordique
- 2010 : Angelos for President : Angelos Epithemiou
- 2011 : Angelos Epithemiou and Friends : Angelos Epithemiou
- 2014 : Daddy Christmas
- 2015 : High-Rise : Simmons
- 2016 : Une expérience de l'obscurité : John Hull
- 2016 : The Wastes : le vendeur Eric
- 2016 : Hirondelles et Amazones : Zukin
- 2016 : Prevenge : M. Zabek
- 2016 : The Ghoul : Jim
- 2016 : One Crazy Thing : Charlie
- 2019 : Horrible Histories: The Movie - Rotten Romans : le chef de l'armée
- 2019 : Tragedy at the Zoo : Colm
- 2020 : Tweaks : Berry
- 2020 : The Toll : Simon

#### Télévision
- 1997 : Armstrong and Miller : plusieurs personnages (1 épisode)
- 2003 : The Office (1 épisode)
- 2004 : Six Sexy : le mari (1 épisode)
- 2004-2010 : Ma tribu : un policier, un sergent et Helmut (5 épisodes)
- 2005 : Dream Team : le détective comptable (1 épisode)
- 2005 : Mike Bassett: England Manager : Tonka (3 épisodes)
- 2007-2009 : Katy Brand's Big Ass Show (12 épisodes)
- 2007-2010 : The Armstrong and Miller Show : plusieurs personnages (18 épisodes)
- 2008 : Teenage Kicks : le barman (1 épisode)
- 2008-2009 : Pinky and Perky Show : Morton Frog (41 épisodes)
- 2008 : Headcases : plusieurs personnages (2 épisodes)
- 2009 : The Green Green Grass : l’agent de sécurité (1 épisode)
- 2009 : Home Time : Mad Gary (3 épisodes)
- 2009-2011 : Shooting Stars : Angelos Epithemiou (19 épisodes)
- 2010 : Mongrels : un journaliste (1 épisode)
- 2010 : Coming Up : Lloyd (1 épisode)
- 2010 : Reggie Perrin : le chauffeur (3 épisodes)
- 2010 : Angelo Epithemiou's Moving On : Angelo Epithemiou (6 épisodes)
- 2011 : The Rob Brydon Show : Angelos Epithemiou (1 épisode)
- 2012 : The Ministry of Curious Stuff : Capitaine Length-Width (13 épisodes)
- 2012 : Spy : le propriétaire du magasin de vélos (1 épisode)
- 2013 : The Wrong Mans : D.I. Irlande (2 épisodes)
- 2013-2016 : Yonderland : Peter Maddox (16 épisodes)
- 2014 : Trying Again : l’agent de Letting (3 épisodes)
- 2014-2015 : House of Fools : Bosh (13 épisodes)
- 2015 : Cockroaches : le père de Zorbotron (3 épisodes)
- 2015 : The Kennedys : Tony Kennedy (6 épisodes)
- 2016 : Mid Morning Matters with Alan Partridge : un mec au téléphone (5 épisodes)
- 2016 : Drunk History : Arthur Wellesley de Wellington (1 épisode)
- 2016 : The Late Night Alternative : Angelos Epithemiou (4 épisodes)
- 2017-2018 : Tracey Breaks the News : plusieurs personnages (6 épisodes)
- 2017-2018 : Tracey Ullman Show : plusieurs personnages (8 épisodes)
- 2018 : Claude : M. Shinyshoes (3 épisodes)
- 2019 : Sex Education : le professeur de natation (3 épisodes)
- 2019 : Fox and Hare : Fox (26 épisodes)
- 2019 : The Crown : Alastair Burnet (1 épisode)
- 2019 : Cold Call : Aubrey Turnbull (3 épisodes)

### Scénariste
- 2009 : Cut and Paste
- 2009 : The Impressions Show with Culshaw and Stephenson : 2 épisodes
- 2010 : Comedy Lab : 1 épisode
- 2010 : School of Comedy : 4 épisodes
- 2010 : Angelos for President
- 2010 : Angelos Epithemiou's Moving On : 6 épisodes
- 2010 : Young Alexander the Great
- 2011 : Angelos Epithemiou and Friends
- 2011 : The Angelos Epithemiou Show
- 2011 : Comedy Showcase (1 épisode)
- 2013 : Common Ground (1 épisode)